# سیارک ۲۳۳۲۹
سیارک ۲۳۳۲۹ (به انگلیسی: 23329 Josevega، نامگذاری:2001BP42) بیست و سه هزار و سیصد و بیست و نهمین سیارک کشف شده‌است که در ۱۹ ژانویه ۲۰۰۱ کشف شد.
قدر مطلق سیارک برابر ۸.۵ است.